# Музей Рембрандта
Будинок-музей Рембрандта — будинок, в якому Рембрандт жив і працював з 1639 по 1658 рік.

## Розташування
Музей розташований у старій частині Амстердама в будівлі XVII століття, поруч з площею, що носить ім'я художника, на якій встановлено монумент на його честь. Рембрандт жив на бельетажі. Його майстерня, яка розташована на другому поверсі, була відновлена і приведена до первинного вигляду. На третьому поверсі знаходились майстерні його учнів.

## Історія побутування споруди, 1606−1624
Будинок був розташований в престижному районі в східній частині Амстердама, де розпочали будівництво нові багатії та особи, що швидко заробили первинний капітал. Першим власником земельної ділянки був Ганс ван дер Ворт, що придбав землю у 1606 році, заможний кравець і рідний брат художника Коснеліса ван дер Ворта (1576—1624), престижного майстра-портретиста. Брати поділили земельну ділянку і Коснеліс ван дер Ворт побудував двоповерховий будинок з червоної цегли. Кутову ділянку займав будинок Ганса, який пізніше теж успадкував Корнеліс.

## 1628—1638
Приблизно в 1627–1628 роках будинок був суттєво перебудований, додано ще два поверхи і трикутний фронтон. За попередніми припущеннями, перебудови здійснив амстердамський архітектор Якоб ван Кампен, автор пізніше створеної амстердамської ратуші, яка стане уособленням перемоги голландців над Іспанією в боротьбі за національну незалежність.

## За володарювання Рембрандта, 1639—1658

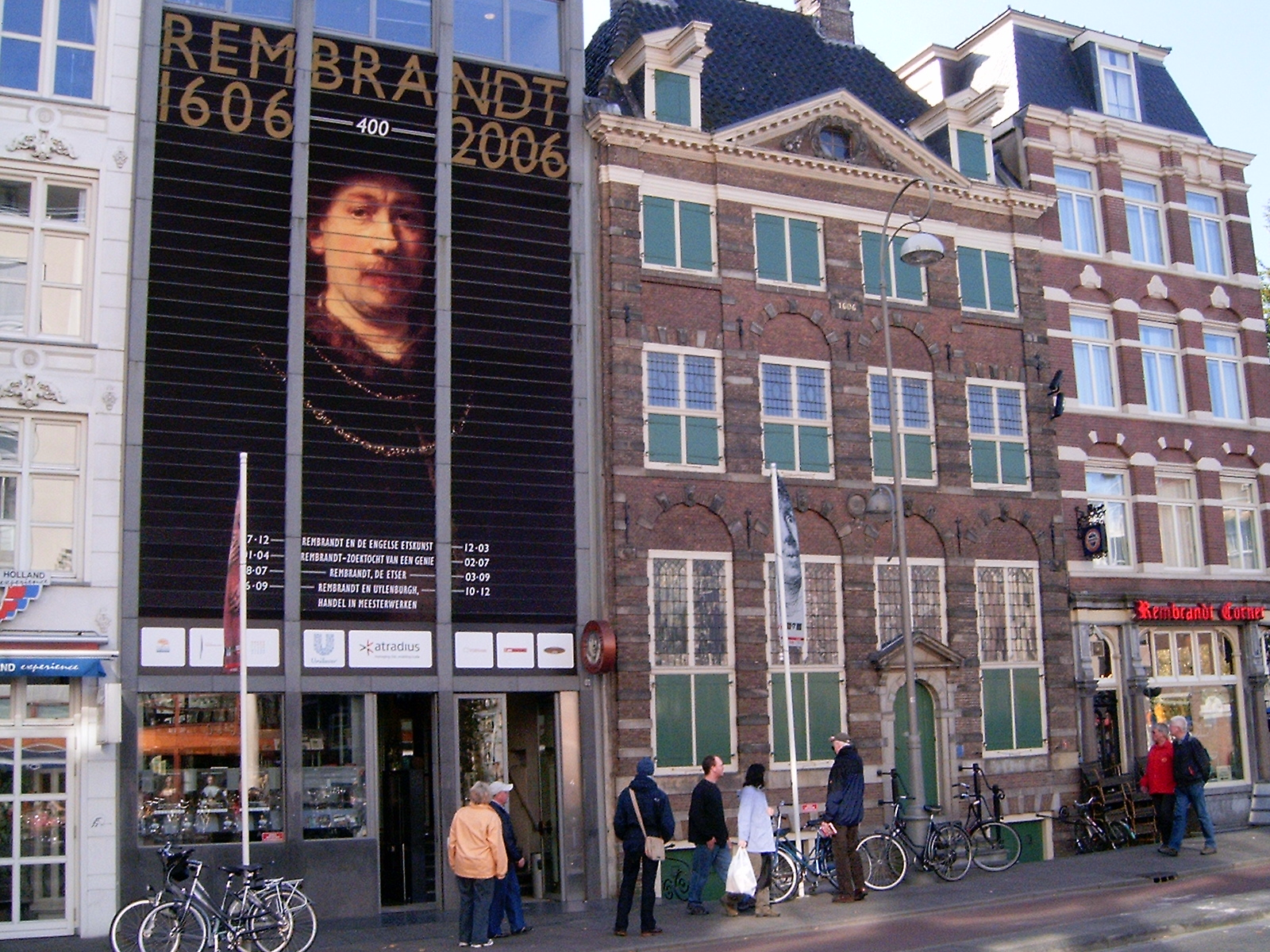

Після смерті батька 1632 року в Лейдені, молодий Рембрандт переїхав до Амстердаму, що був відомим мистецьким центом Об'єднаних Провінцій, які виборювали власну державність. Молодий художник оселився в одній з кімнат, що належала багатому комерсанту Гендріку ван Ейленбюрху. Саме Ейленбюрх вдало перекупив картинну галерею художника-портретиста Коснеліса ван дер Ворта по смерті останнього. Тоді ж молодий художник познайомився і з родичкою домовласника і багатія — Саскією ван Ейленбюрх. Уродженка Північних районів, Саскія відрізнялася навіть мовою, не схожою на середньоголландську. За два роки Рембрандт і Саскія побралися, 1634 року вінчалися. Він став родичем Ейленбюрха і мав з останнім ще й бізнесові стосунки. 1639 року амбітний Рембрандт дізнався про продаж колишнього будинку Коснеліса ван дер Ворта і підписав контракт на придбання його перебудованого будинку. Будівлю оцінили у 13.000 гульденів, значні гроші, яких у Рембранда, сина мірошника, не було. Але Рембрандт домовився про передачу йому будинку у кредит. Матеріальний стан художника був тоді непоганий: розпочалося життя в новій оселі. Художник почав купувати картини іноземних майстрів, екзотичні речі, зброю і коштовні тканини арабських і індійських майстрів, які використовував при створенні власних картин біблійної тематики.
Але бізнесові справи родини погіршувалися з року в рік. Неквапливий Рембрандт не встиг внести усю суму за будинок навіть за 20 років. Він робив відчайдушні спроби позбавитися величезного боргу, але марно, бо став банкрутом. На майно боржника наклали арешт, всі речі, навіть простирадла і старі рубахи, картини і мистецькі колекції були описані і розпродані на аукціоні. Рембрандта виселили з будівлі, яку теж продали на аукціоні трохи більше ніж за 11.000 гульденів. Фінансово програв Рембрандт, а не амстердамські кредитори.
Опікуном старого художника став офіційно його син. Рембрандт з сином оселився в бідняцькому єврейському районі Розенграхт. Фінансовими справами керував син, а Рембрандт поринув у творчість. Смерть дружини Саскії, смерть невінчаної, громадянської дружини Хендрікьє, з якою жив художник останні роки, смерть сина Тітуса і фінансова катастрофа значно вплинули на свідомість митця. Він наново відкрив для себе красу справжніх людських почуттів — мовчазного розуміння один одного, співчуття, непоказних піклування і здатності вибачати гріхи. З його майстерні один за одним виходять шедеври — портрети-біографії, пізні автопортрети, композиційно нові «Зречення апостола Петра», «Цар Давид і Урія», «Повернення блудного сина», «Сімеон в храмі».
Рембрандт помер на початку жовтня 1669 року. Нема жодних свідоцтв, про те хто «йшов за труною». Зазвичай на смерть голландця-небіжчика писали вірші, віршів на смерть Рембрандта — не було. Невідома могила Рембрандта. Лише в 20 столітті на одному з стовпів амстердамської церкви Вестеркерк прилагодили пам'ятну дошку на честь уславленого тепер майстра.

## Побутування споруди після Рембрандта
Нові власники будинку поділили будівлю навпіл. До початку 20 століття змінилося декілька власників, кожний з яких пристосовував будівлю під власні смаки і вимоги. Історична споруда занепала. 1906 року відбулася ювілейна виставка з нагоди 300-річчя з дня народження уславленого голландця.  1907 року напівзруйновану історичну споруду придбав муніципалітет міста Амстердам, і передав її фонду Рембрандта. Споруду в черговий раз перебудували і відновили за типовим зразком будинку 17 століття. Відновлення споруди завершено 1911 року і королева Вільгельміна урочисто відкрила новий музейний заклад.

## Музейні добудови і формування фондів

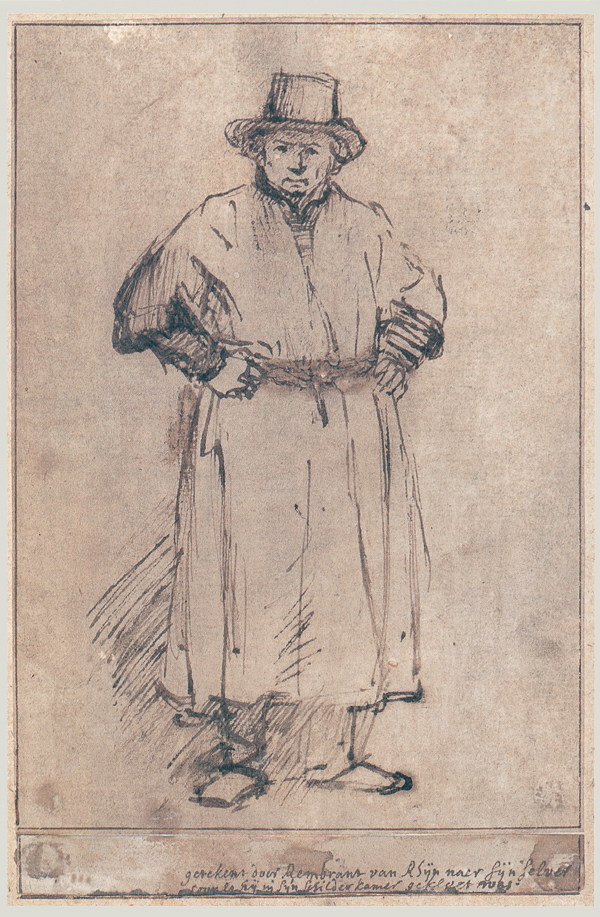
«Автопортрет у повний зріст»

Вимоги до музейного закладу в 20 столітті швидко змінювались, і з ними почали рахуватися і в амстердамському будинку-музеї Рембрандта. Прийняте рішення про добудову — без урахування історичних архітектурних форм 17 століття. Музейний заклад придбав сусідні споруди, зруйнував їх і вибудував сучасне приміщення-добудову в стилі функціоналізм (архітектори Звартс Моше та Рейн Янсма інтер'єри — Петер Сас). Нове приміщення музею-будинку Рембрандта має офіс, бібліотеку, інформаційний центр, дві виставкові галереї, технічні служби тощо.

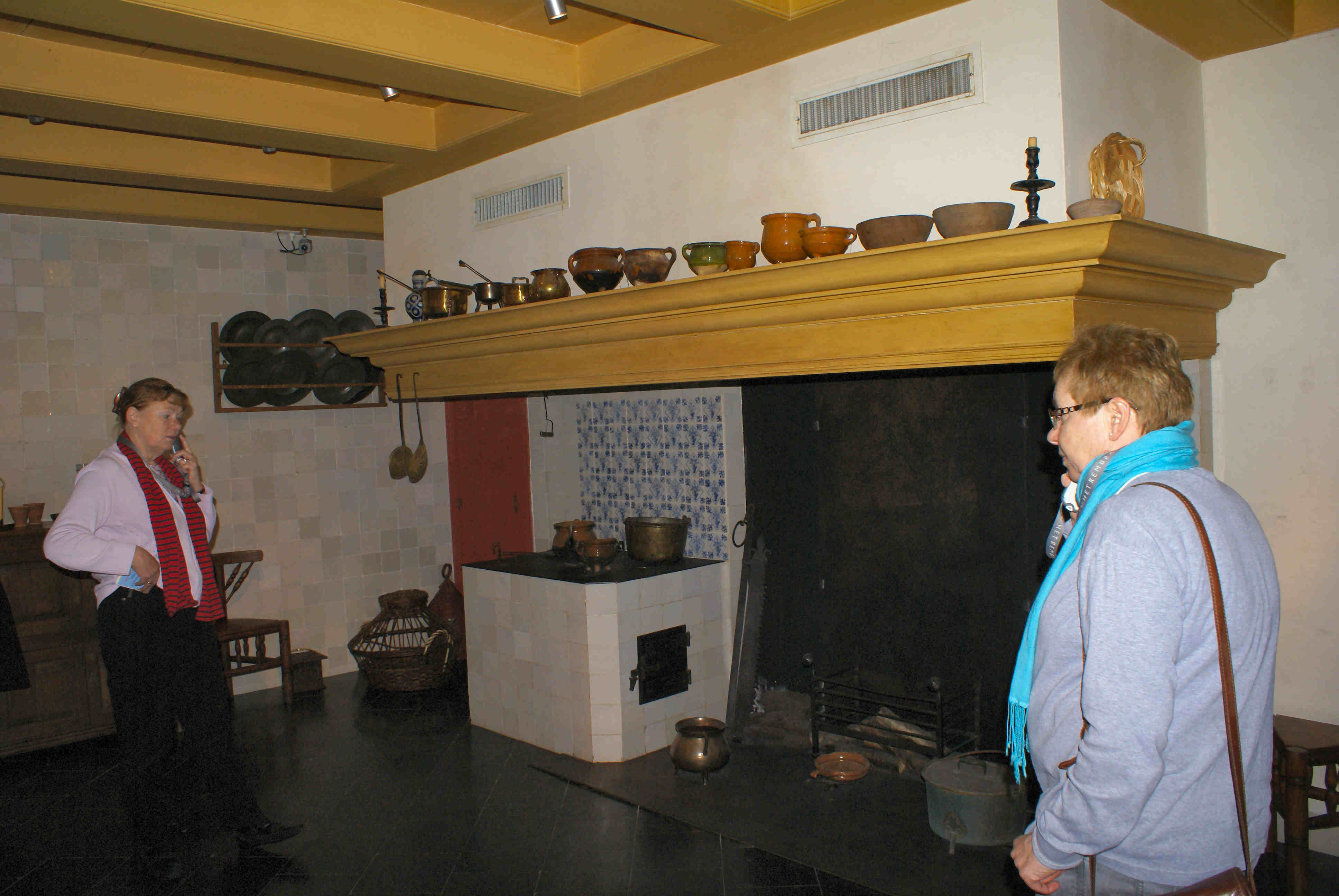
Кухня доби Рембрандта.
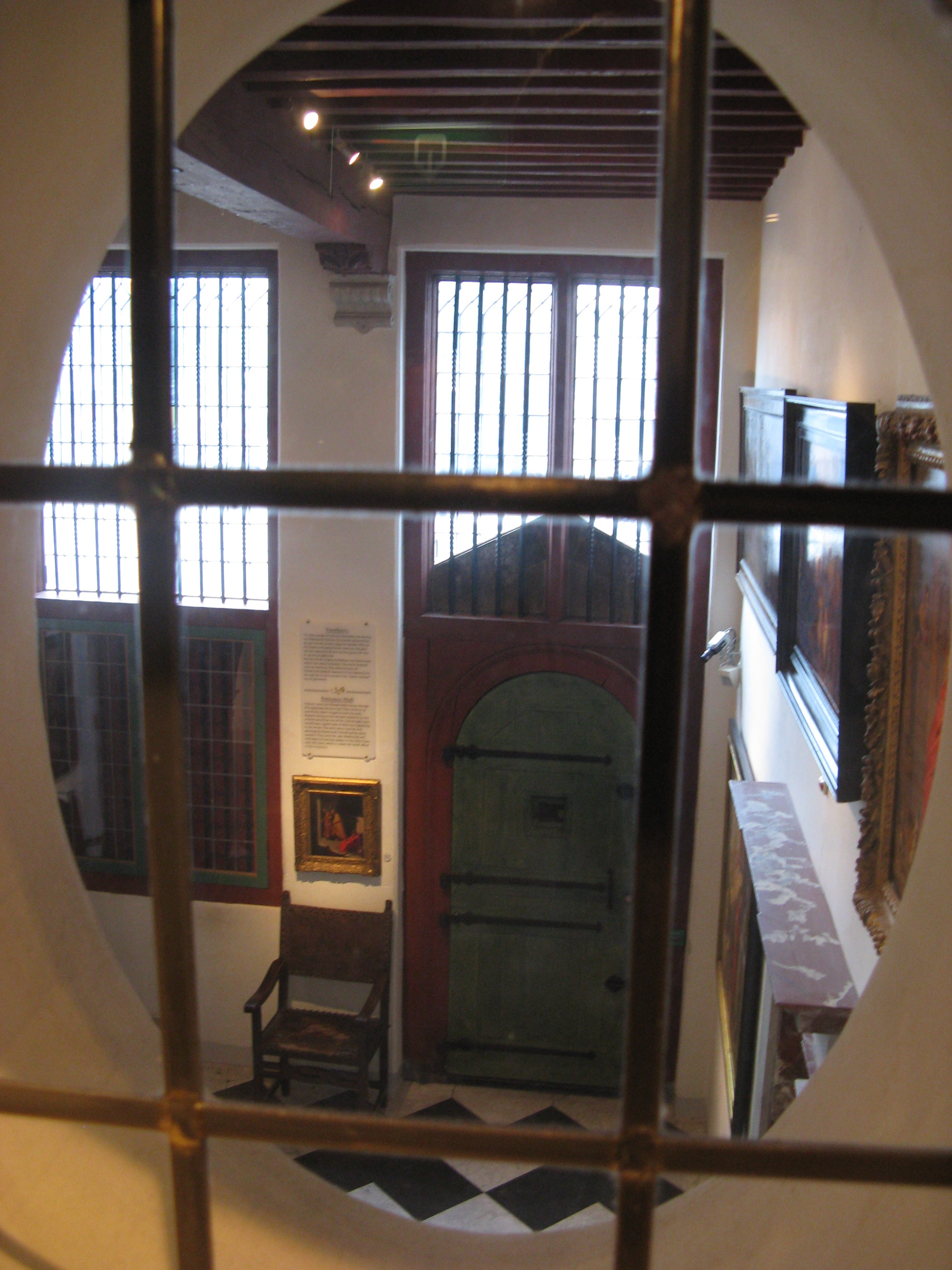
Вестибюль.
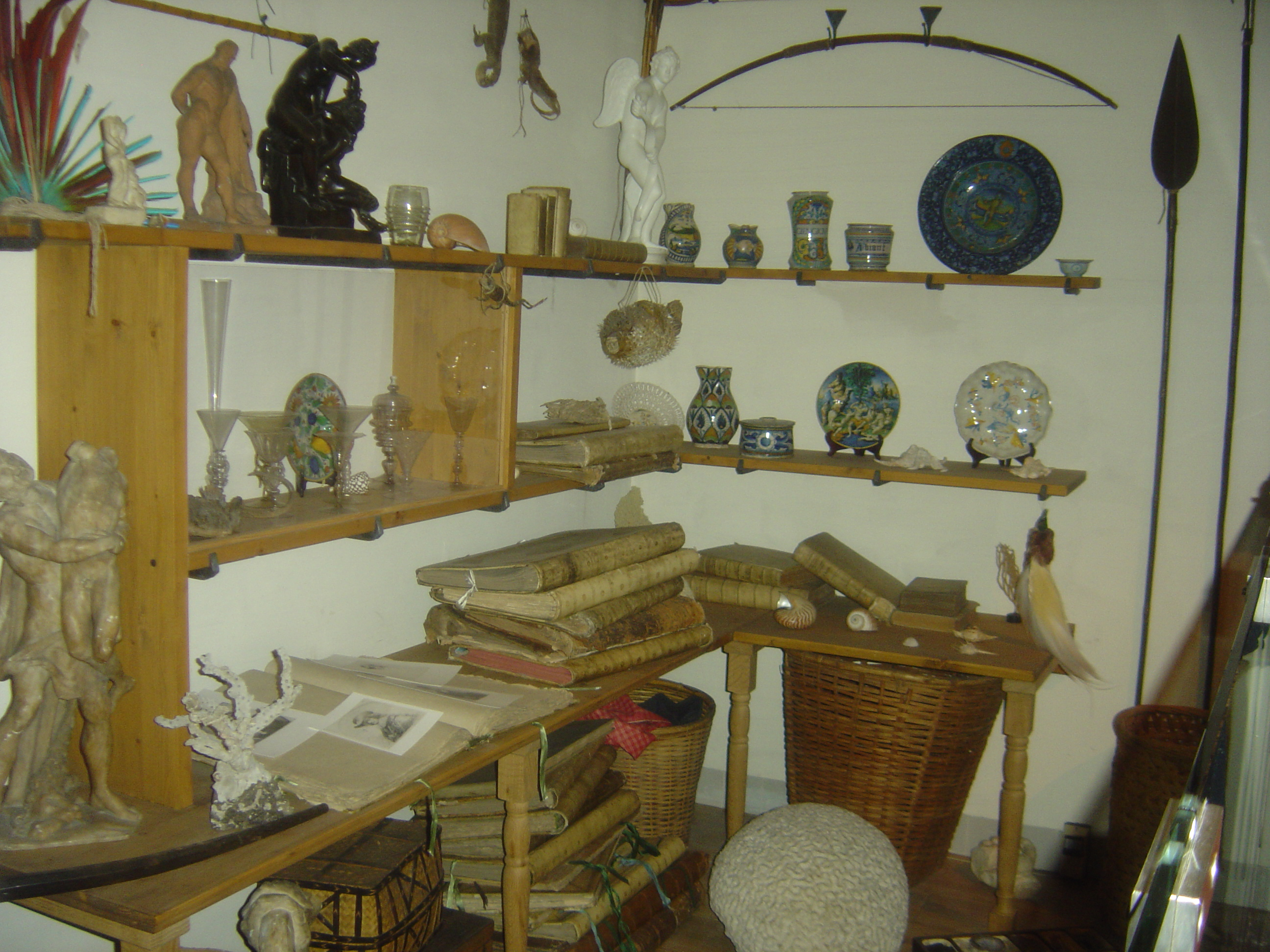
Дарунки музею — кераміка, скляні келихи, копії скульптур, стародавні видання.
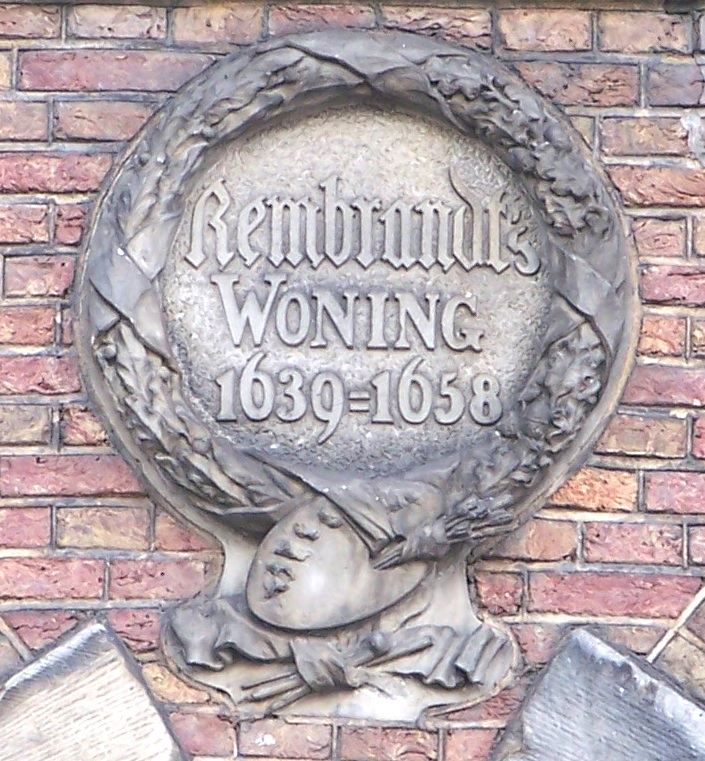
Рельєф на фасаді.

Водночас розпочалися збори нових експонатів. Про повернення картин художника спочатку не йшлося, бо вони давно є надбанням відомих музеїв світу. Але повернути в будинок малюнки і офорти майстра, більшість яких була створена саме тут, було цілком реально. Прийшли і перші подарунки — від Поля Варбурга з міста Нью-Йорк, який передав оригінали офортів Рембрандта. Шість офортів передав художник Йозеф Ізраельс. Чотири малюнки придбали в Лондоні. Частково нестачу інших офортів компенсував Державний музей (Амстердам), що передав дублети в кількості одинадцяти аркушів. Частку офортів придбали на аукціонах. 1914 року Ян Вет привіз з Берліна ще 19 офортів. Ян Вет продав закладу і власну колекцію офортів, що складалася 66 зразків. Близько 1919 року до музею надійшов і малюнок — автопортрет Рембрандта у повний зріст.
В роки Другої світової війни зібрання малюнків і офортів вивезли в банківські сейфи, а музей зачинили. Заклад почав наново працювати з 1945 року. В повоєнні роки придбання нових експонатів значно уповільнилось через подорожчання творів мистецтва і значні вимоги до мистецької якості експонатів самого музейного закладу. Але 1993 року музей придбав чотири оригінали металевих дощок з міді, з яких колись друкували офорти. Аби розширити часові межі графічної колекції музею, прийняте рішення придбати також графічні твори попередників і послідовників Рембрандта. Музей-будинок вже придбав аркуші гравюр Луки Лейденського та Йоханеса ван Вліта. Графічна колекція музею має як твори митців, що мали впливи художньої манери Рембрандта, так і тих, хто працював в інші століття і в інших країнах.

## Експонати музею

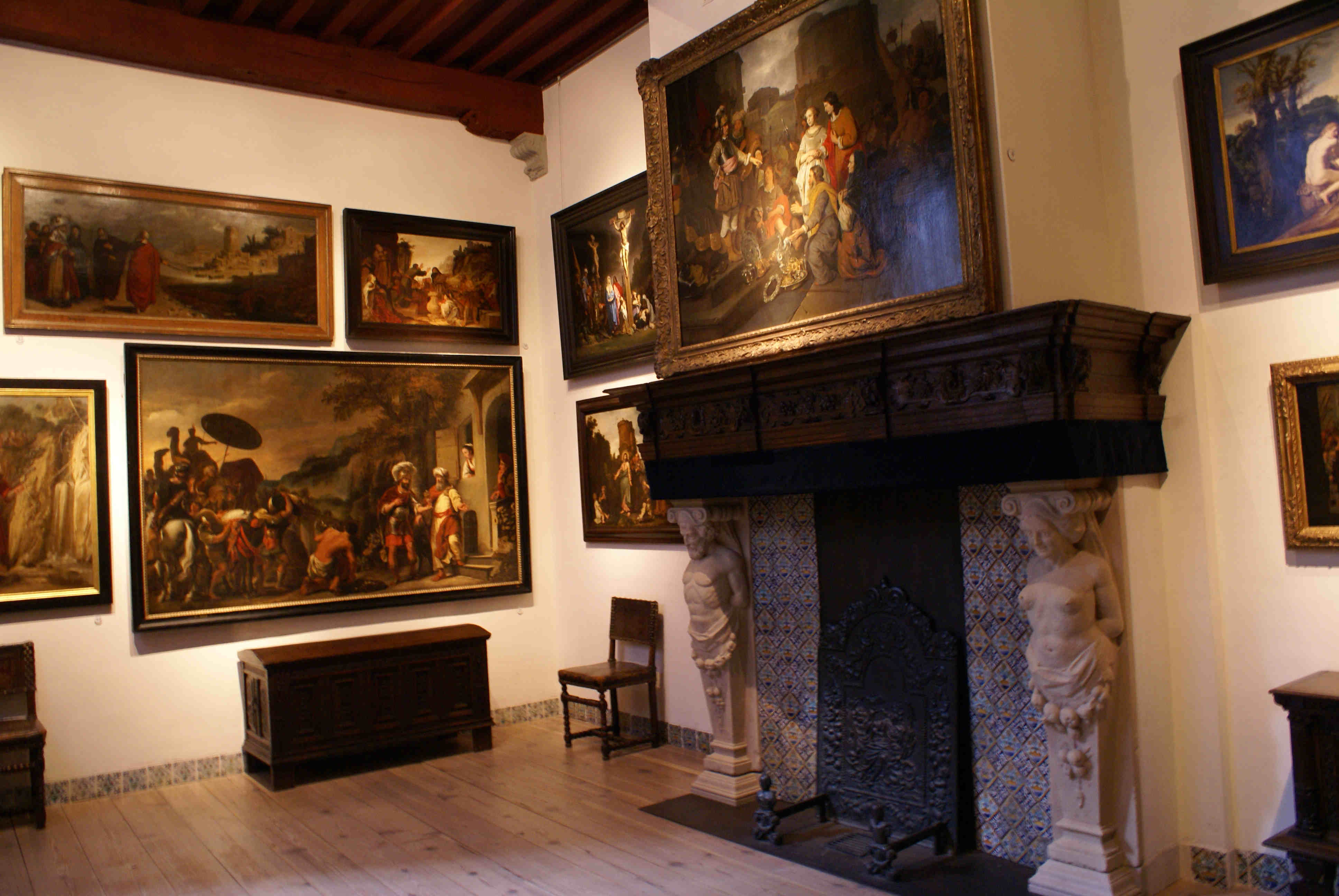
Зала з каміном

В музеї представлена майже повна колекція ритин, зроблених художником. Наразі музейна збірка має двісті шістдесят робіт (260) з двохсот дев'яноста ритин, створених Рембрандтом.
В музеї також виставлені полотна його вчителя і деяких учнів, а також художників-сучасників. До зібрання музею входить уславлена «Нічна варта» Рембрандта. Це величезне полотно (сучасні розміри 359 х 438 см) займає в музеї цілу стіну, попри те, що в XVIII столітті полотно було сильно обрізане з усіх чотирьох боків (це відбулося, коли полотно перейшло з власності стрілецької гільдії до міського магістрату — картина була перенесена в амстердамську ратушу, але там для неї не знайшлося достатньо широкої стіни).

## Офорти Рембрандта

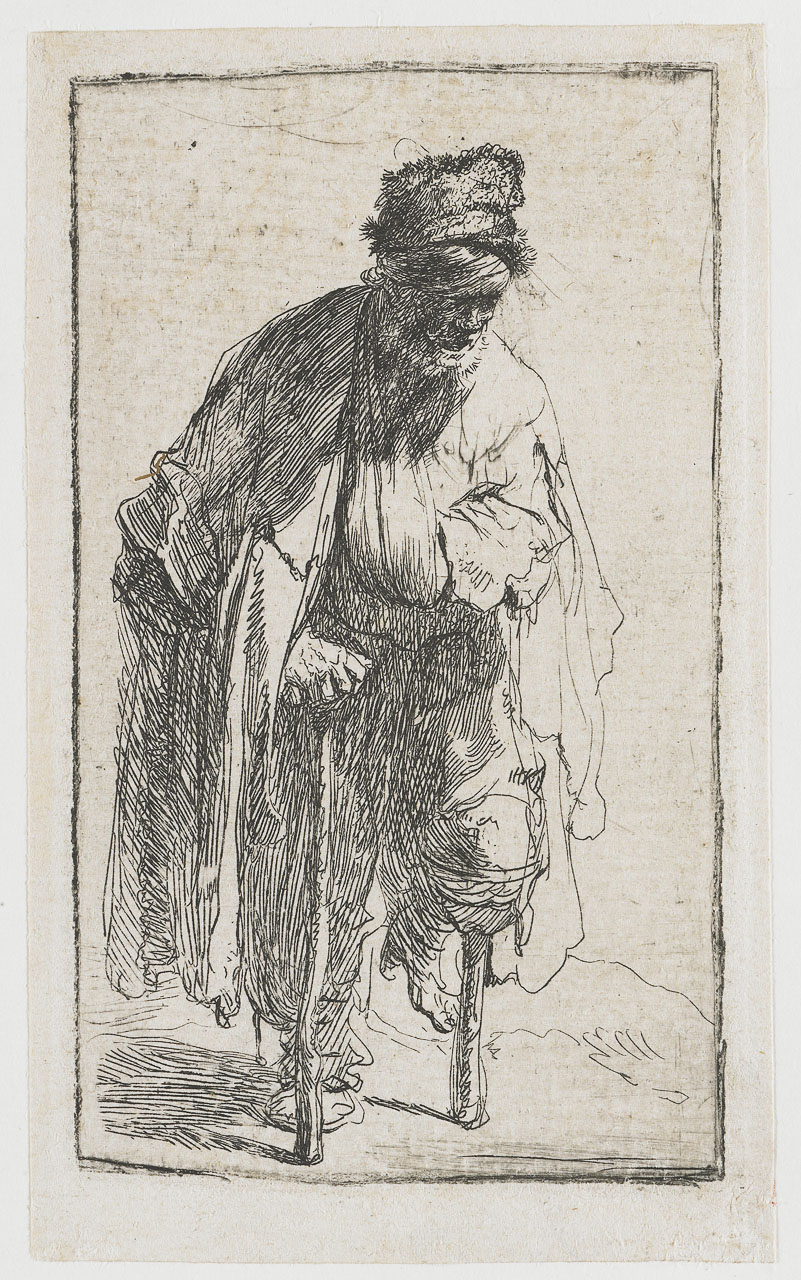
Каліка перехожий.
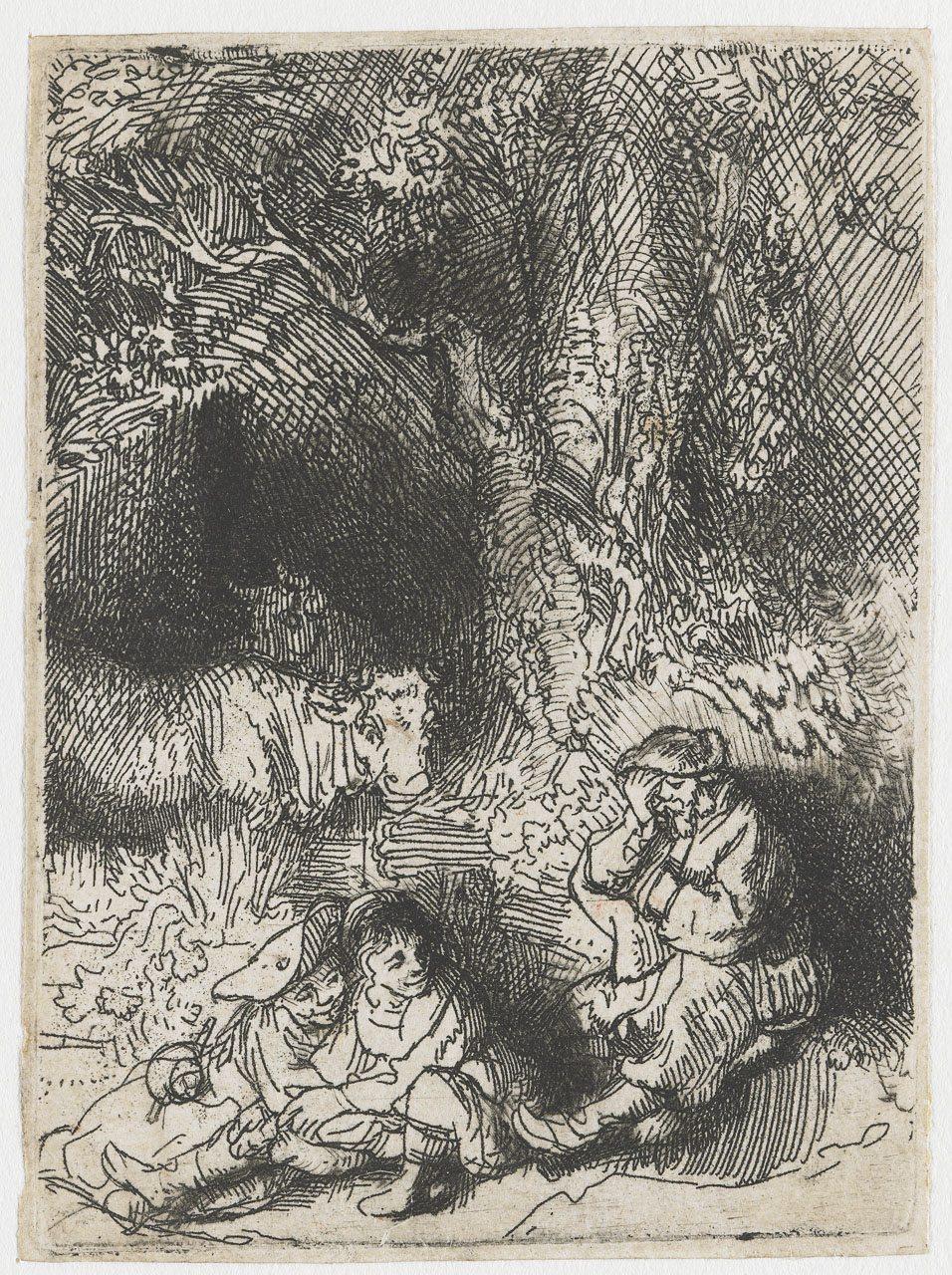
Коли чоловік спить.
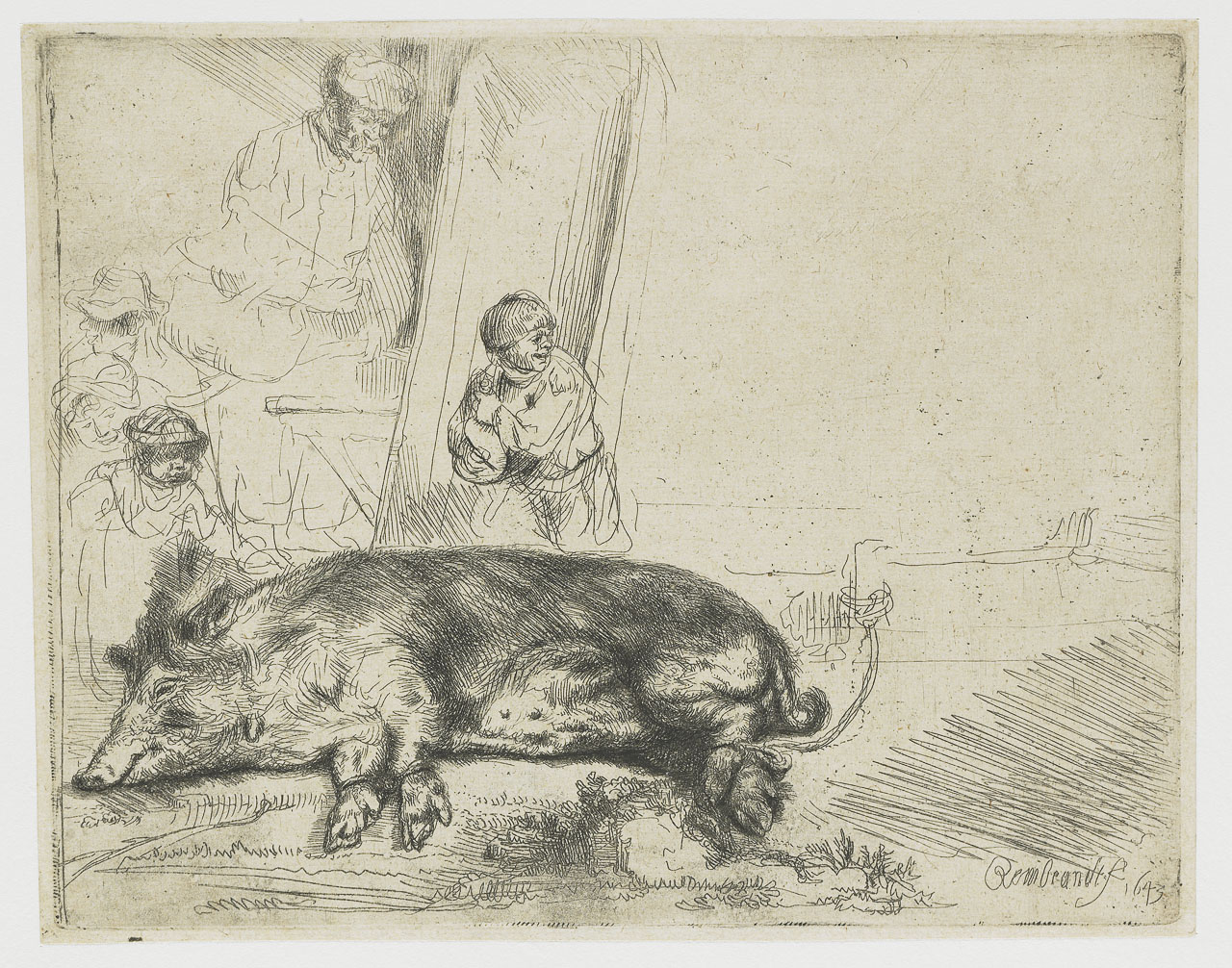
Кабан.
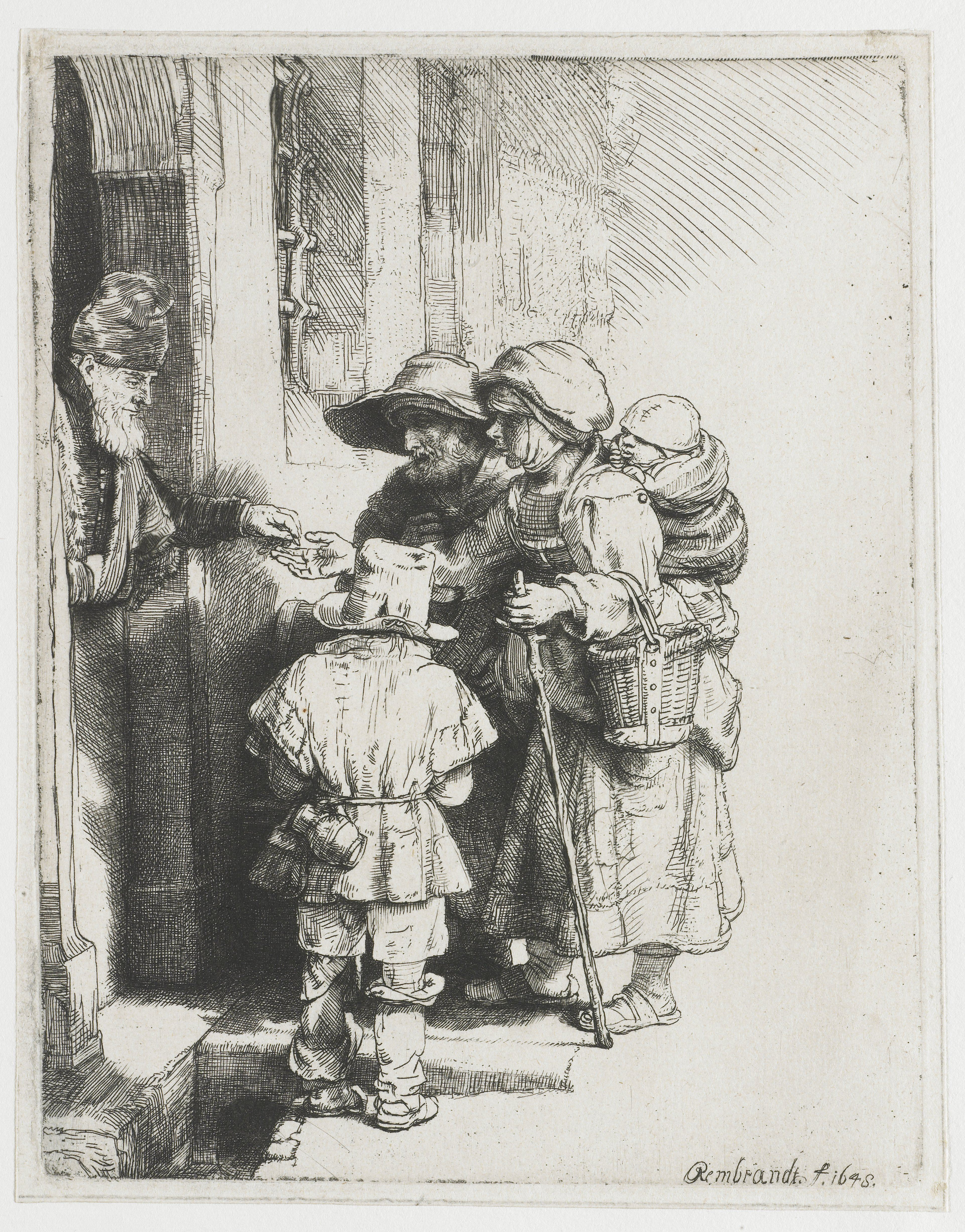
Милостиня.

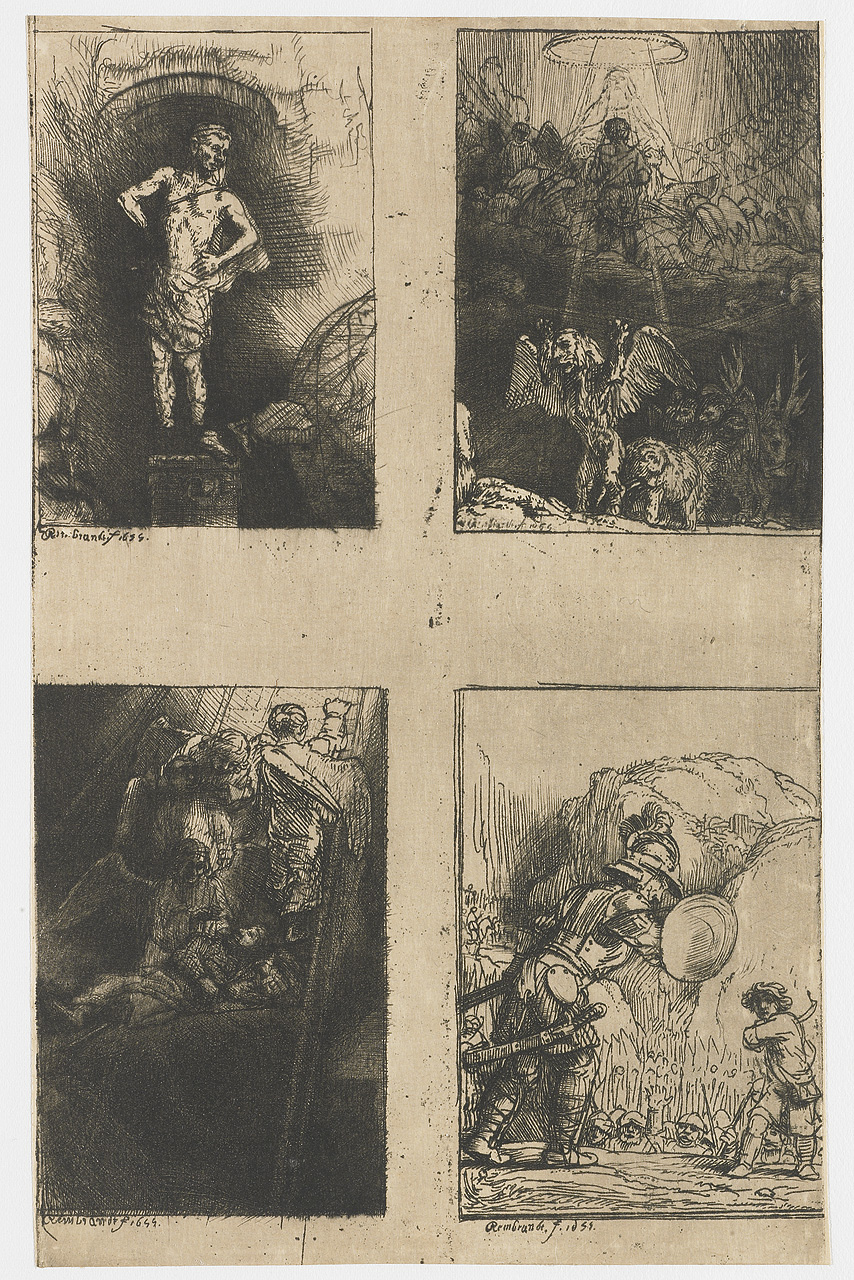
Нерозрізаний аркуш з чотирма офортами

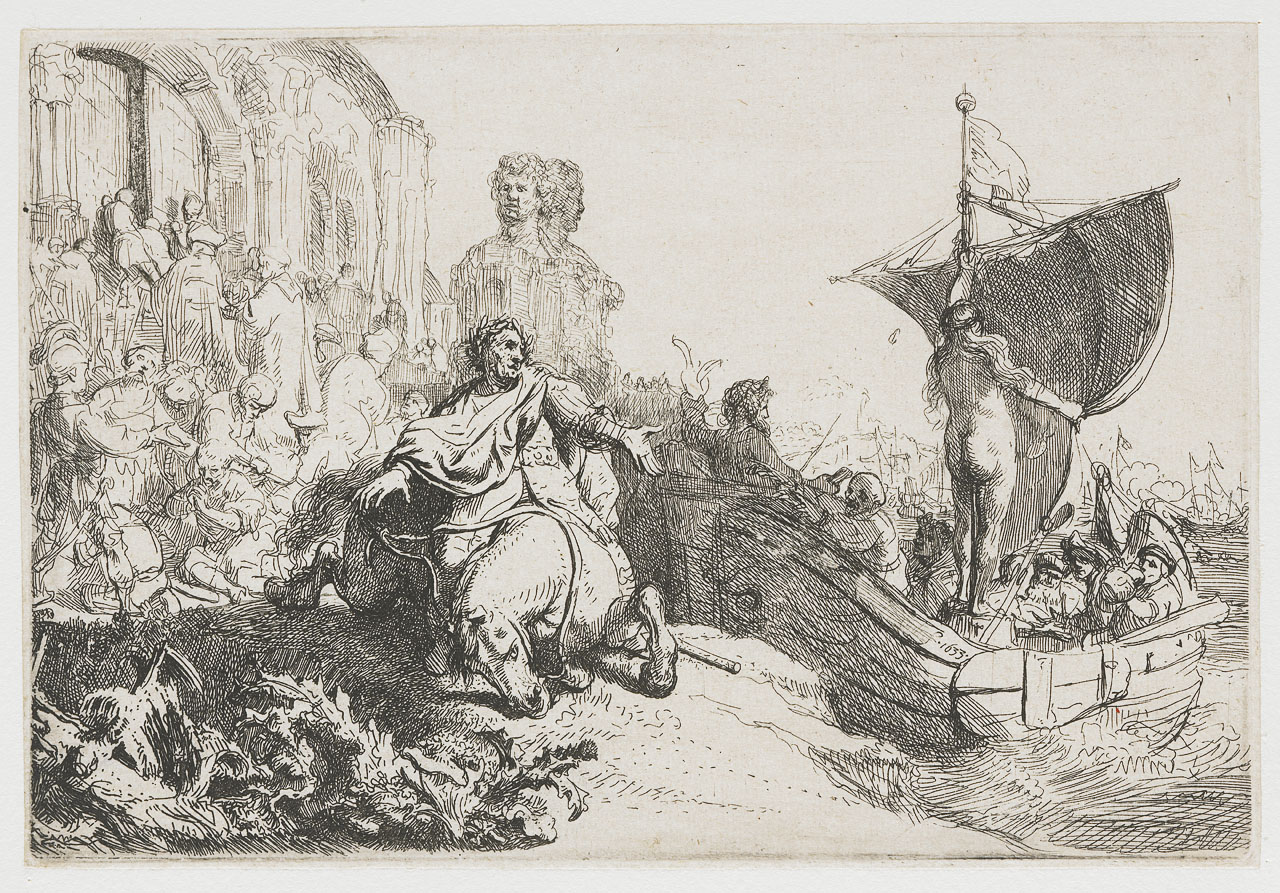
Ненадійний човен Фортуни.
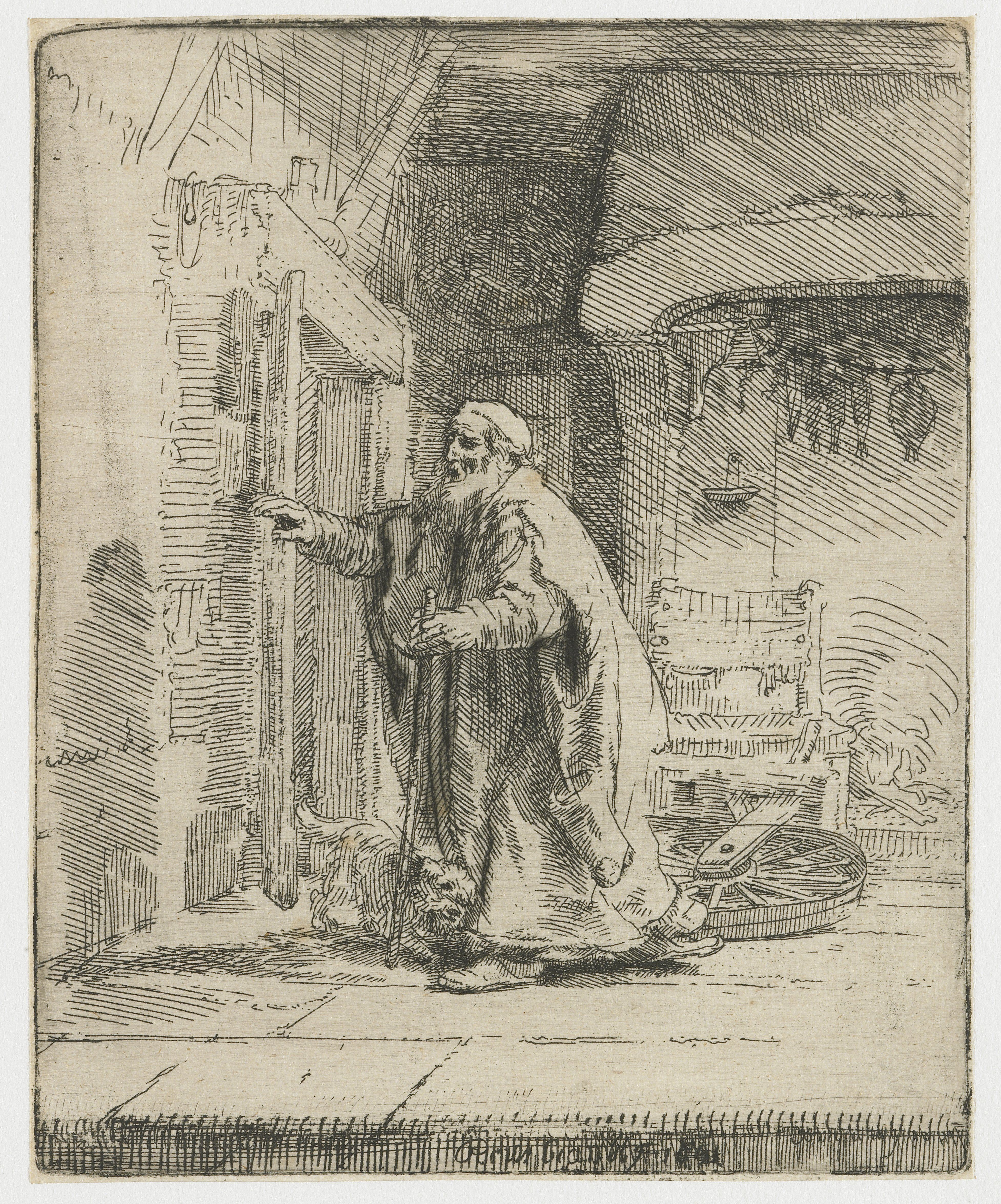
Сліпий батько Товія, що почув прихід сина.
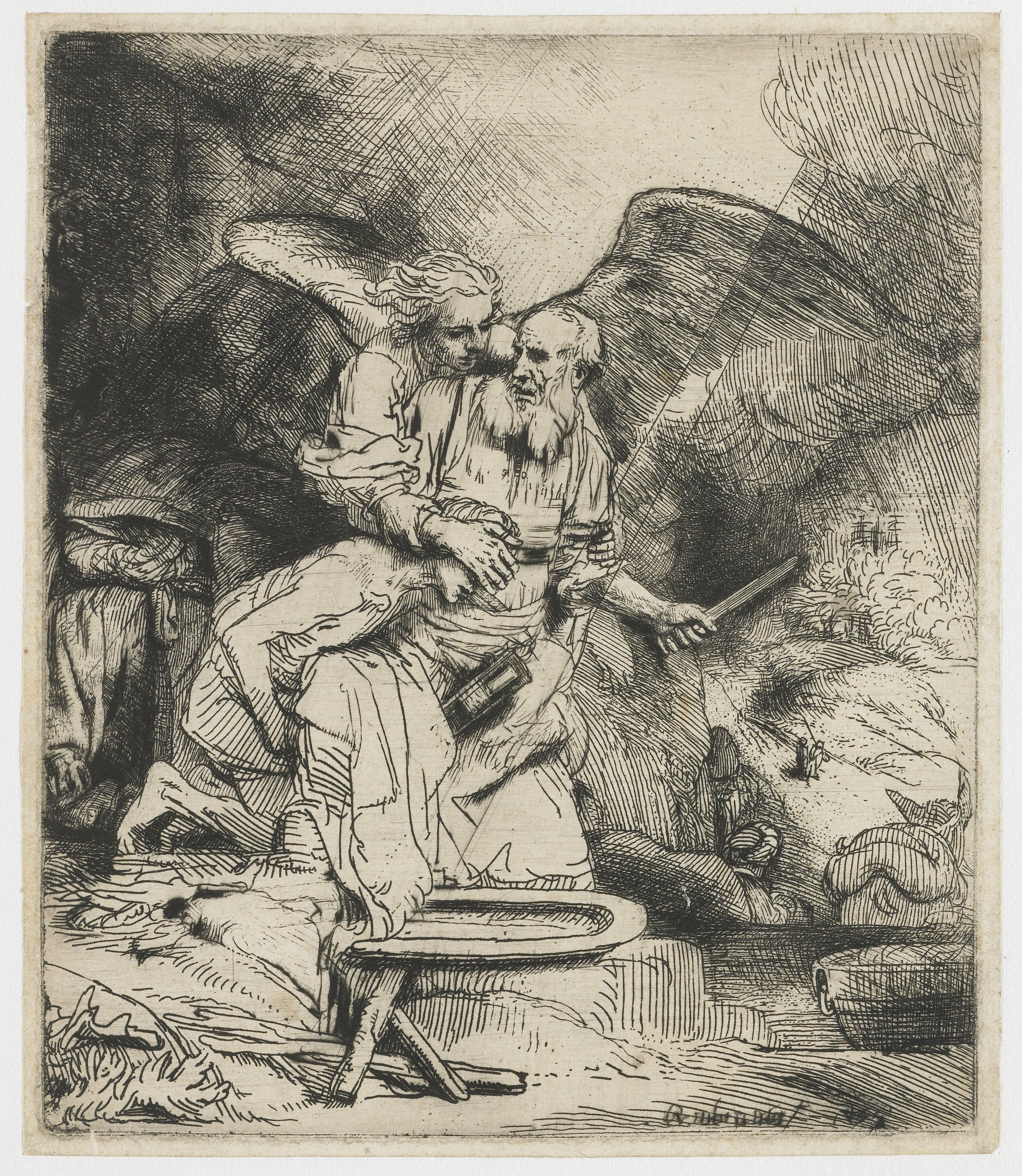
Жертвоприношення Авраама.
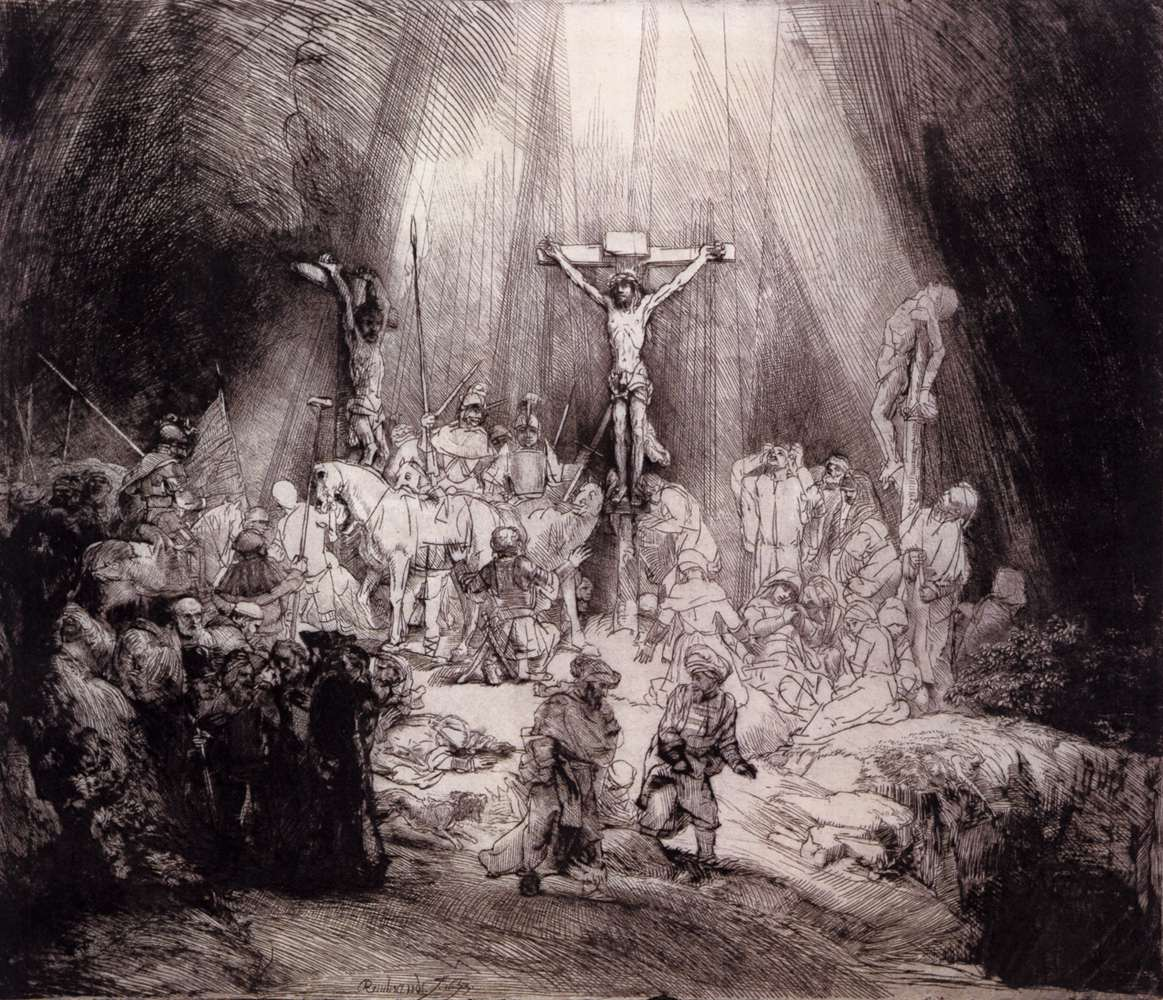
Три хрести, перший відбиток.